# Gymnema lacei
Gymnema lacei är en oleanderväxtart som beskrevs av William Grant Craib. Gymnema lacei ingår i släktet Gymnema och familjen oleanderväxter. Inga underarter finns listade i Catalogue of Life.